# Hostun
Hostun település Franciaországban, Drôme megyében. Lakosainak száma 1048 fő (2022. január 1.). Hostun La Baume-d’Hostun, Beauregard-Baret, Eymeux, Rochechinard és Jaillans községekkel határos.

## Népesség
A település népességének változása:
| Lakosok száma | 705  | 664  | 653  | 844  | 940  | 963  | 983  | 991  | 1009 | 1048 |
|               | 1968 | 1982 | 1990 | 2006 | 2013 | 2015 | 2017 | 2019 | 2020 | 2022 |